# Hammaptera caribbea
Hammaptera caribbea är en fjärilsart som beskrevs av William Schaus 1912. Hammaptera caribbea ingår i släktet Hammaptera och familjen mätare. Inga underarter finns listade i Catalogue of Life.